# Lauren Graham
Lauren Helen Graham (Hawaii, Honolulu, 1967. március 16. –) amerikai színésznő, író. 
A Szívek szállodája című családi sorozat főszereplőjeként vált nemzetközileg is ismertté, melyben 2000–2007 között alakította Lorelai Gilmore-t. A szereppel Golden Globe- és Screen Actors Guild-jelöléseket szerzett. 2010-től 2015-ig Sarah Bravermant játszotta a Vásott szülők című drámasorozatban.
Feltűnt az Édes november (2001), a Tapló télapó (2003), a Gorillabácsi (2005), a Férjhez mész, mert azt mondtam (2007) és az Evan, a minden6ó (2007) című filmekben.

## Fiatalkora
A hawaii Honoluluban született, ír-amerikai származású családban. Szülei Donna Grant és Lawrence Graham ötéves korában elváltak. Míg édesanyja Európában építette zenész karrierjét, ő gyermekkorát édesapja mellett töltötte, aki a Csokoládégyártók Szövetségének volt elnöke. Kiskorában Washingtonba költöztek, ahol az apja kongresszusi belső munkatárs volt. Ennek köszönhetően fiatal korában sokat utazott. 
Már az általános iskolában megnyilvánult színészet iránti vonzalma. Mikor az Észak-Virginia-i Fairfax-i Langley High School-ban tanult, csatlakozott egy színjátszó körhöz. Itt több kisebb színházi produkcióban is szerepelt. Apja 1981-ben újra megházasodott, így Lauren mostohaanyja Karen Graham lett. Ebben az időben megszülettek édesapja és Karen gyermekei, Maggie és Chris, Lauren féltestvérei, akikkel ma is jó kapcsolatot ápol. Felvették a Barnard College-ba, 1988-ban alapfokon vizsgázott angol művészetből. Ezután 1992-ben Texasba költözött, ahol a Southern Methodist University-n letette a mesterfokú szépművészeti vizsgát. Tanulmányai után New Yorkba költözött és egy koktélbárban dolgozott.

## Pályafutása
Pályafutása 1995-ben indult, amikor Hollywoodba költözött. Visszatérő szereplőként tűnt fel a Caroline New Yorkban első évadjában. Ezt követően több sorozatban és filmben is szerepelt, melyek nem hoztak számára nagy sikert. Az igazi áttörés az ezredfordulón jött, amikor megkapta Lorelai Gilmore szerepét a Szívek szállodája című sorozatban, melyben egy vicces 32 éves anyukát alakít. Az újságok szerint gyors beszédéért és kék szeméért kapta meg ezt a szerepet. 
Ezután sorra jöttek a különböző szerepekre való felkérések. 2001-ben kapott egy mellékszerepet az Édes november című filmben, Keanu Reeves mellett. Ezt követte a Tapló télapó, majd a Gorillabácsi Vin Diesel oldalán. Ugyancsak 2005-ben szerepelt a The Amateurs című vígjátékban Jeff Bridges-szel. 2007-ben főszerepet kapott az Evan, a minden6ó-ban, és szerepelt a Férjhez mész, mert azt mondtam című vígjátékban is.

## Magánélete
2010 és 2021 között Peter Krause szerelmi partnere volt. Az 1990-es évek során ismerkedtek meg a Caroline New Yorkban készítésekor, majd a Vásott szülők forgatása idején találtak egymásra. 

## Filmográfia

### Film
| ÉV   | Magyar cím                     | Eredeti cím                               | Szerep                                     | Magyar hang    |
| ---- | ------------------------------ | ----------------------------------------- | ------------------------------------------ | -------------- |
| 1997 | Éjjeliőr a hullaházban         | Nightwatch                                | Marie                                      | Németh Borbála |
| 1998 |                                | Confessions of a Sexist Pig               | Tracy                                      |                |
| 1998 | Életem értelme                 | One True Thing                            | Jules                                      | Solecki Janka  |
| 1999 |                                | Dill Scallion                             | Kristie Sue                                |                |
| 2001 | Édes november                  | Sweet November                            | Angelica                                   | Németh Kriszta |
| 2002 |                                | The Third Wheel                           | nő a partin (stáblistán nincs feltüntetve) |                |
| 2003 | Tapló télapó                   | Bad Santa                                 | Sue                                        | Udvarias Anna  |
| 2003 | Tapló télapó                   | Bad Santa                                 | Sue                                        | Pápai Erika    |
| 2004 |                                | Seeing Other People                       | Claire                                     |                |
| 2005 |                                | Lucky 13                                  | Abbey                                      |                |
| 2005 |                                | Life Coach                                | Dr. Sue Pegasus                            |                |
| 2005 |                                | The Amateurs                              | Peggy                                      |                |
| 2005 | Gorillabácsi                   | The Pacifier                              | Claire Fletcher igazgatónő                 | Botos Éva      |
| 2007 | Férjhez mész, mert azt mondtam | Because I Said So                         | Dr. Maggie Wilder-Decker                   | Pápai Erika    |
| 2007 | Evan, a minden6ó               | Evan Almighty                             | Joan Baxter                                | Balázs Ági     |
| 2008 | Balhés tesók                   | Birds of America                          | Betty Tanager                              | Pápai Erika    |
| 2008 | Isteni szikra                  | Flash of Genius                           | Phyllis Kearns                             | Pápai Erika    |
| 2009 | A mindenttudó                  | The Answer Man                            | Elizabeth                                  | Götz Anna      |
| 2009 | Derült égből fasírt            | Cloudy with a Chance of Meatballs         | Fran Lockwood (hangja)                     | Németh Kriszta |
| 2010 | Nyomás alatt                   | It's Kind of a Funny Story                | Lynn Gilner                                | Németh Borbála |
| 2014 | Kellemetlen karácsonyi ünnepek | A Merry Friggin' Christmas                | Luann Mitchler                             | Pápai Erika    |
| 2015 | Max                            | Max                                       | Pamela Wincott                             | Pápai Erika    |
| 2016 | Zűrös hétvége                  | Joshy                                     | Katee                                      | Pápai Erika    |
| 2016 | Életem legrosszabb éve         | Middle School: The Worst Years of My Life | Jules Khatchadorian                        | Pápai Erika    |

Egyéb filmek
- 2005:  Gnome (rövidfilm) – Amanda
- 2006: Black Diamonds: Mountaintop Removal & The Fight for Coalfield Justice (dokumentumfilm) – önmaga / narrátor

### Televízió
| Év        | Magyar cím                              | Eredeti cím                        | Szerep                    | Megjegyzések                                                         |
| --------- | --------------------------------------- | ---------------------------------- | ------------------------- | -------------------------------------------------------------------- |
| 1995–1996 | Caroline New Yorkban                    | Caroline in the City               | Shelly                    | 5 epizód                                                             |
| 1996      | Űrbalekok                               | 3rd Rock from the Sun              | Laurie Harris             | 1 epizód                                                             |
| 1996      |                                         | Good Company                       | Liz Gibson                | főszereplő (6 epizód)                                                |
| 1996      |                                         | Townies                            | Denise Garibaldi Callahan | főszereplő (15 epizód)                                               |
| 1997      | Esküdt ellenségek                       | Law & Order                        | Lisa Lundquist            | 3 epizód                                                             |
| 1997      | Seinfeld                                | Seinfeld                           | Valerie                   | 1 epizód                                                             |
| 1997      |                                         | NewsRadio                          | Andrea                    | 4 epizód                                                             |
| 1998      |                                         | Conrad Bloom                       | Molly Davenport           | főszereplő (13 epizód)                                               |
| 2000      |                                         | M.Y.O.B.                           | Opal Marie Brown          | 4 epizód                                                             |
| 2000–2007 | Szívek szállodája                       | Gilmore Girls                      | Lorelai Gilmore           | - főszereplő (153 epizód) - producer (7. évad)                       |
| 2001      | A behajtó                               | Chasing Destiny                    | Jessy James               | - tévéfilm - magyar hangja: - Götz Anna                              |
| 2002      | Family Guy                              | Family Guy                         | Maggie anya (hangja)      | 1 epizód                                                             |
| 2006      | A színfalak mögött                      | Studio 60 on the Sunset Strip      | önmaga / házigazda        | 2 epizód                                                             |
| 2009      |                                         | The Bridget Show                   | Bridget O'Shea            | eladatlan próbaepizód                                                |
| 2010–2015 | Vásott szülők                           | Parenthood                         | Sarah Braverman           | - főszereplő (101 epizód) - magyar hangja: - Pápai Erika             |
| 2011      |                                         | Late Late Show with Craig Ferguson | Geoff Peterson (hangja)   | 1 epizód                                                             |
| 2012      | Csoportban marad                        | Go On                              | Amy                       | - 1 epizód - magyar hangja: - Pápai Erika                            |
| 2012      | A kifutó                                | Project Runway                     | önmaga / vendég zsűritag  | 1 epizód                                                             |
| 2014      | Web-terápia                             | Web Therapy                        | Grace Tiverton            | - 2 epizód - magyar hangja: - Pápai Erika                            |
| 2014      |                                         | Hollywood Game Night               | önmaga / játékos          | 1 epizód                                                             |
| 2015      |                                         | The Late Late Show                 | önmaga / házigazda        | 1 epizód                                                             |
| 2015      |                                         | The Odd Couple                     | Gaby Madison              | 1 epizód                                                             |
| 2015      |                                         | Repeat After Me                    | önmaga                    | 1 epizód                                                             |
| 2016      | Szívek szállodája: Egy év az életünkből | Gilmore Girls: A Year in the Life  | Lorelai Gilmore           | - minisorozat főszereplője (4 epizód) - magyar hangja: - Pápai Erika |
| 2017      | Félig üres                              | Curb Your Enthusiasm               | Bridget                   | - 3 epizód - magyar hangja: - Pikali Gerda                           |
| 2017–2021 |                                         | Vampirina                          | Oxana Hauntley (hangja)   | 74 epizód                                                            |
| 2018      |                                         | The Peter Austin Noto Show         | Santa segédje             | 1 epizód                                                             |
| 2020–2021 |                                         | Zoey's Extraordinary Playlist      | Joan                      | 12 epizód                                                            |
| 2021–2022 | Kerge Kacsák: Így kell tarolni!         | The Mighty Ducks: Game Changers    | Alex Morrow               | - főszereplő - rendező (1 epizód)                                    |

## Díjak és jelölések

### Díjak
- 2001 – Family Television Award (legjobb színésznő)
- 2005 – Teen Choice Award (legjobb szülői alakítás)
- 2006 – Teen Choice Award (legjobb szülői alakítás)

### Jelölések
- 2001 – Screen Actors Guild Award (legjobb színésznő)
- 2002 – Screen Actors Guild Award (legjobb színésznő)
- 2002 – Golden Globe (legjobb színésznő dráma tv-sorozatban)
- 2002 – Television Critics Association Awards (egyéni teljesítmény egy drámában)
- 2002 – Golden Satellite Award (legjobb alakítást nyújtott színésznő egy sorozatban)
- 2003 – Golden Satellite Award (legjobb alakítást nyújtott színésznő egy sorozatban)
- 2004 – Golden Satellite Award (legjobb alakítást nyújtott színésznő egy sorozatban)
- 2005 – Golden Satellite Award (legjobb alakítást nyújtott színésznő egy sorozatban)
- 2005 – People's Choice Award (kedvenc női televíziós sztár, jelölés)
- 2006 – Television Critics Association Award (egyéni teljesítmény egy vígjátékban)

## Magyarul megjelent művei
- Egy nap talán; ford. Gázsity Mila; Gabo, Bp., 2013
- Gyorsan elhadarom. A Szívek szállodájától a Szívek szállodájáig, és ami a kettő között történt; ford. Szabó Luca; Gabo, Bp., 2017
- Meséltem már? Csak nehogy elfelejtsek emlékezni ezekre a sztorikra; ford. Roboz Gábor; Gabo, Bp., 2023

## Fordítás
- Ez a szócikk részben vagy egészben  a   Lauren Graham című angol Wikipédia-szócikk fordításán alapul.  Az eredeti cikk szerkesztőit annak laptörténete sorolja fel. Ez a jelzés csupán a megfogalmazás eredetét és a szerzői jogokat jelzi, nem szolgál a cikkben szereplő információk forrásmegjelöléseként.